# Protektorát Uganda
Protektorát Uganda byl 68 let (1894–1962) protektorátem Britského impéria. V roce 1893 převedla Britská Východoafrická společnost svá správní práva na území tvořené převážně královstvím Buganda na britskou vládu.
V roce 1894 byl zřízen Ugandský Protektorát a území bylo rozšířeno za hranice Bugandy do oblasti, která zhruba odpovídá dnešní Ugandě.

## Občanská válka
V polovině 80. let 19. století bylo Ugandské království rozděleno mezi čtyři náboženské frakce. Vyznavači ugandského domorodého náboženství, Katolíci, Protestanti a Muslimové – každý bojoval o politickou kontrolu. V roce 1888, Mwanga II. byl svržen při převratu vedeném muslimskou frakcí, která dosadila Kalemu do čela. Následujícího roku se zformovala protestantská a katolická koalice, aby odstranila Kalemu moc a vrátila k moci Mwangu II. Tato koalice si zajistila spojenectví se společností Britská Východoafrická společnost a podařilo se jí vytlačit Kalemu a obnovit moc Mwangu II. v roce 1890.
IBEAC vyslala Fredericka Lugarda do Ugandy v roce 1890 jako svého hlavního představitele a aby pomohl udržet mír mezi soupeřícími frakcemi. V roce 1891 Mwanga II. uzavřela s Lugardem smlouvu, podle níž Mwanga II. podřídí svou půdu a přítokové státy ochraně IBEAC.
V roce 1892 protestanti a katolíci potlačili muslimskou frakci a obnovili svůj boj o nadvládu, který vedl k občanské válce. V témže roce britská vláda prodloužila svou podporu IBEAC, aby zůstala v Ugandě až do roku 1893. Navzdory silnému odporu proti angažovanosti v Ugandě vláda cítila, že stažení britského vlivu povede k válce a hrozbě zasahování britské sféry vlivu ve východní Africe, kterou v roce 1890 sdílela s Německem.
Dne 31. března 1893 IBEAC formálně ukončila svou účast v Ugandě. Misionáři, vedení Alfredem Tuckerem, lobbovali za Britskou vládu, aby převzala správu Ugandě místo IBEAC, a tvrdili, že britské stažení by vedlo k pokračování občanské války mezi různými náboženskými frakcemi. Krátce poté, Sir Gerald Portal, zástupce Britské vlády na území Ugandy, navrhl plán dvojího náčelníkovství – kdy by každé náčelníkovství mělo jednoho protestanta a jednoho katolického náčelníka. Dne 19. dubna 1893 podepsala Britská vláda a náčelníci Ugandy smlouvu, která tento plán uvedla v účinnost.
18. června 1894 Britská vláda prohlásila, že Uganda bude pod britskou ochranou jako protektorát.

## Britská vláda

### 1894–1901

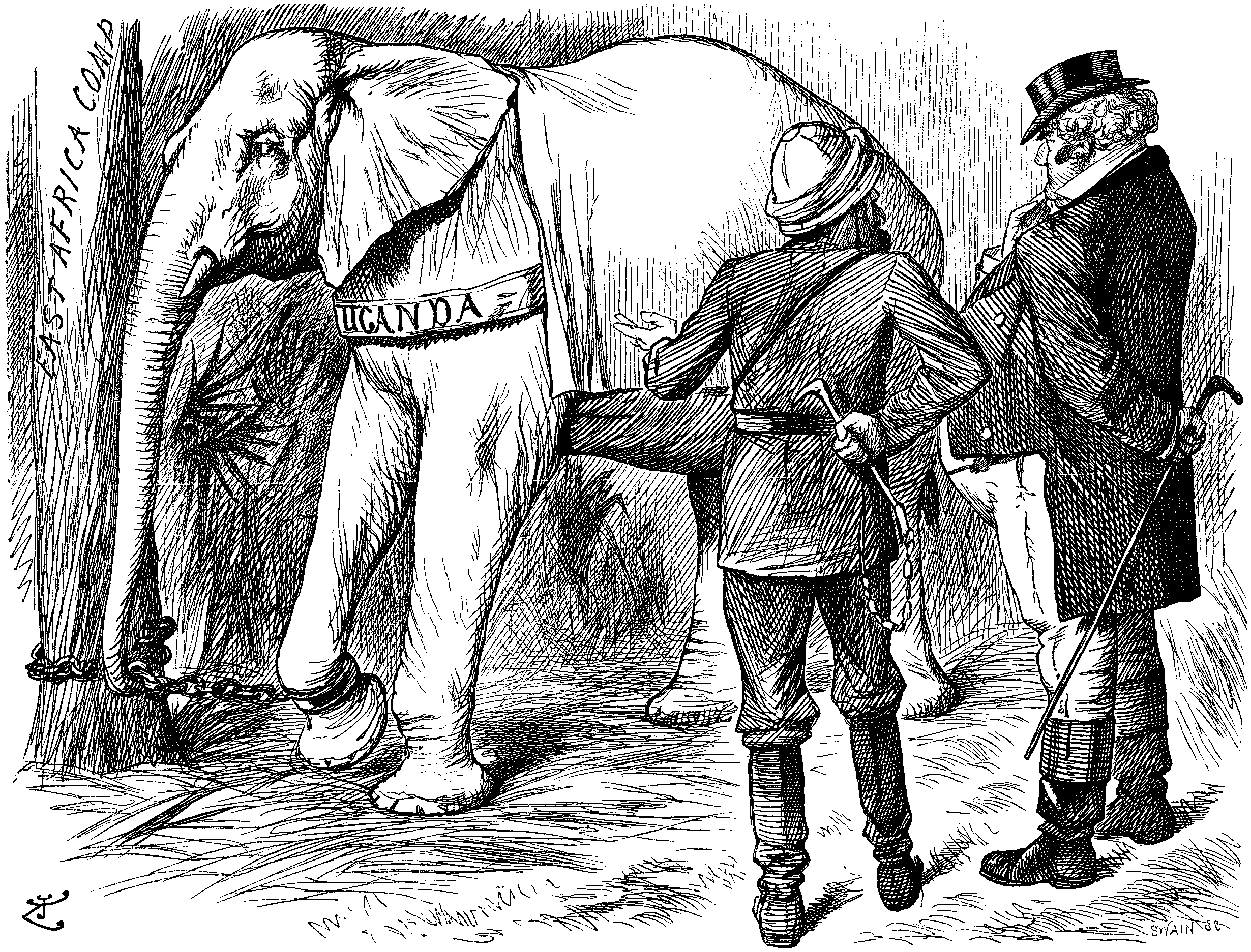
Punč karikatura zobrazující Ugandu zosobněnou jako bílého slona, kterou se Východoafrická společnost pokouší prodat Británii (1892)

Ugandská dohoda z roku 1900 upevnila moc převážně protestantských „bakunguských“ klientů v čele s Kagwou. Londýn vyslal jen několik úředníků, aby spravovali zemi a spoléhali se především na náčelníky 'Bakungu'. Desítky let byli preferováni kvůli svým politickým schopnostem, křesťanství, přátelským vztahům s Brity, schopnosti vybírat daně a blízkosti Entebbe (Ugandské hlavní město v té době) k hlavnímu městu Bugandy. (Kampala) Ve dvacátých letech byli britští správci sebevědomější a méně potřebovali vojenskou nebo administrativní podporu. Koloniální úředníci zdaňovali hotové plodiny produkované rolníky. Mezi řadovými členy rodu Baganda panovala všeobecná nespokojenost, což oslabilo postavení jejich vůdců. V roce 1912 Kagwa přistoupil k upevnění moci 'Bakungu' tím, že navrhl druhé 'Lukiko' pro Bugandu se sebou jako prezidentem a 'Bakungu' jako jakousi dědičnou aristokracii. Britští představitelé tuto myšlenku vetovali, když objevili širokou lidovou opozici.
Přestože během koloniální éry v Ugandě došlo k významným změnám, některé charakteristiky Africké společnosti konce devatenáctého století přežily, aby se znovu objevily v době získání nezávislosti. Status protektorátu měl pro Ugandu podstatně jiné důsledky, než kdyby se region stal kolonií jako sousední Keňa, jelikož si Uganda zachovala určitý stupeň samosprávy, který by byl jinak za plné koloniální správy omezený.
Koloniální vláda však dramaticky ovlivnila místní hospodářské soustavy, zčásti proto, že první starostí Britů byly finanční. Boj proti vzpouře z roku 1897 (viz Uganda před rokem 1900) byl nákladný – jednotky Britské Indické armády byly do Ugandy přepraveny za značné náklady. Nový komisař Ugandy v roce 1900, Pán Harry H. Johnston, měl příkazy k zavedení efektivní administrativy a k co nejrychlejšímu vybírání daní. Johnston se obrátil na náčelníky v Ugandě s nabídkou pracovních míst v koloniální správě výměnou za jejich spolupráci.
Náčelníci se více zajímali o zachování Ugandy jako samosprávného celku, pokračování v královské linii Kabaků a zajištění soukromého vlastnictví půdy pro sebe a své stoupence. Následovalo tvrdé vyjednávání, ale náčelníci nakonec získali všechno, co chtěli, včetně poloviny všech pozemků v Bugandě. Polovina přenechaná Britům jako „země korun“ byla později shledána z velké části bažinou a křovinami.
Johnstonova Ugandská dohoda z roku 1900 uvalila daň na chýše a zbraně, označila náčelníky za výběrčí daní a svědčila o pokračujícím spojenectví britských a bagandských zájmů. Britové podepsali mnohem méně štědré smlouvy s ostatními královstvími (Tóro v roce 1900, Ankole v roce 1901 a Bunyoro v roce 1933) bez poskytnutí rozsáhlé soukromé držby půdy. Menší Busogovi náčelníci byli ignorováni.

## Symbolika

Vlajka Protektorátu Uganda
Znak Protektorátu Uganda
Vlajka Ugandského guvernéra (1914–1962)
Vlajka Britského impéria
Vlajka Britské Východoafrické společnosti